# Барон Толбот

Герб средневековых баронов Толбот

Барон Толбот — аристократический титул, созданный дважды в британской истории (1331 год — Пэрство Англии, 1733 год — Пэрство Великобритании).

## Бароны Толбот (1331)
Титул барона Толбота был создан в 1331 году для рыцаря из Херефордшира сэра Гилберта Толбота (1276—1346), лорда-камергера при дворе Эдуарда III. Внук первого барона, тоже Гилберт (3-й барон), умер в Испании, где сражался под началом Джона Гонта, герцога Ланкастерского. Ричард Толбот, 4-й барон Толбот (1361—1396), женился на Анкарет ле Стрейндж, 7-й баронессе Стрейндж из Блэкмера в своём праве. Ещё при жизни отца он заседал в парламенте как лорд Толбот из Блэкмера по праву жены (1387). Его сын Гилберт (1383—1419) унаследовал от матери титул барона Стрейнджа из Блэкмера.

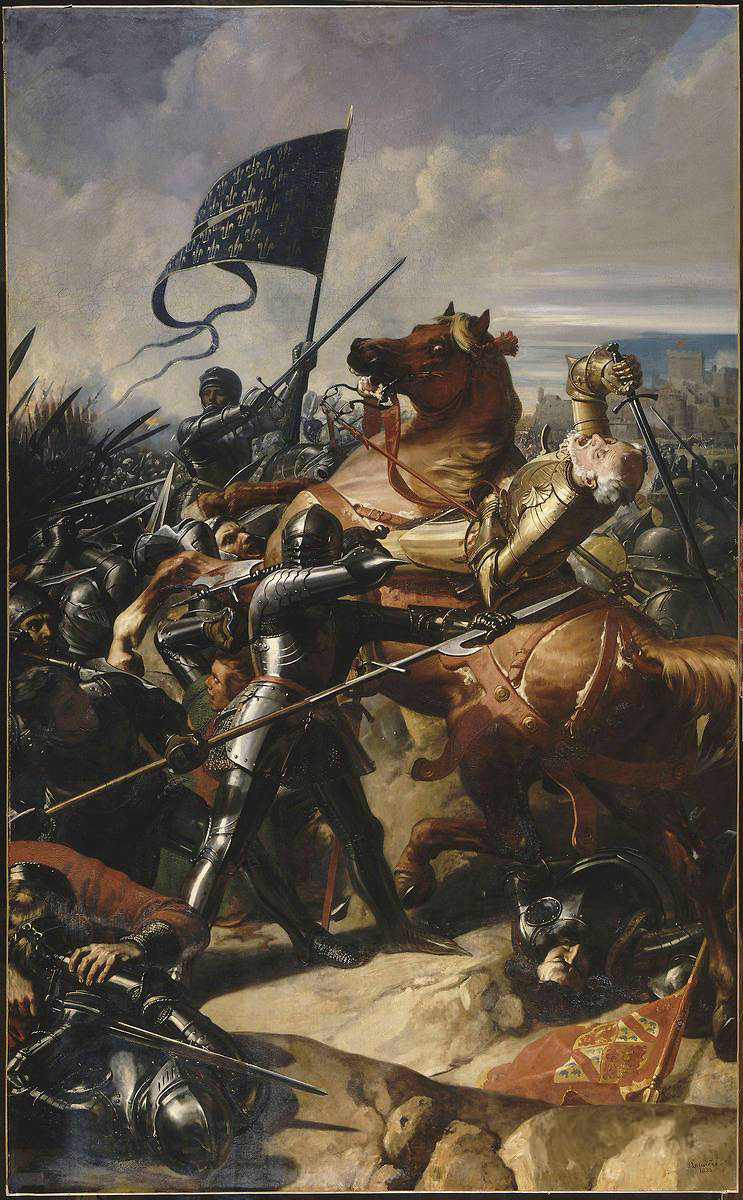
Гибель Джона Толбота, 1-го графа Шрусбери, 7-го барона Толбота, в битве при Кастийоне

После смерти в 1419 году 5-го барона Толбота титул перешел к его дочери Анкарет, 6-й баронессе Толбот и 9-й баронессе Стрейндж из Блэкмера (умерла в 1421). Ей наследовал дядя, Джон (1390—1453). Он женился на Мод Невилл, 6-й баронессе Фёрниволл, и с 1409 года заседал в парламенте как Джон Толбот де Фёрниволл по праву жены. В 1421 году Джон Толбот получил титул графа Шрусбери в системе пэрства Англии, а в 1446 году ему был пожалован титул графа Уотерфорда в пэрстве Ирландии.

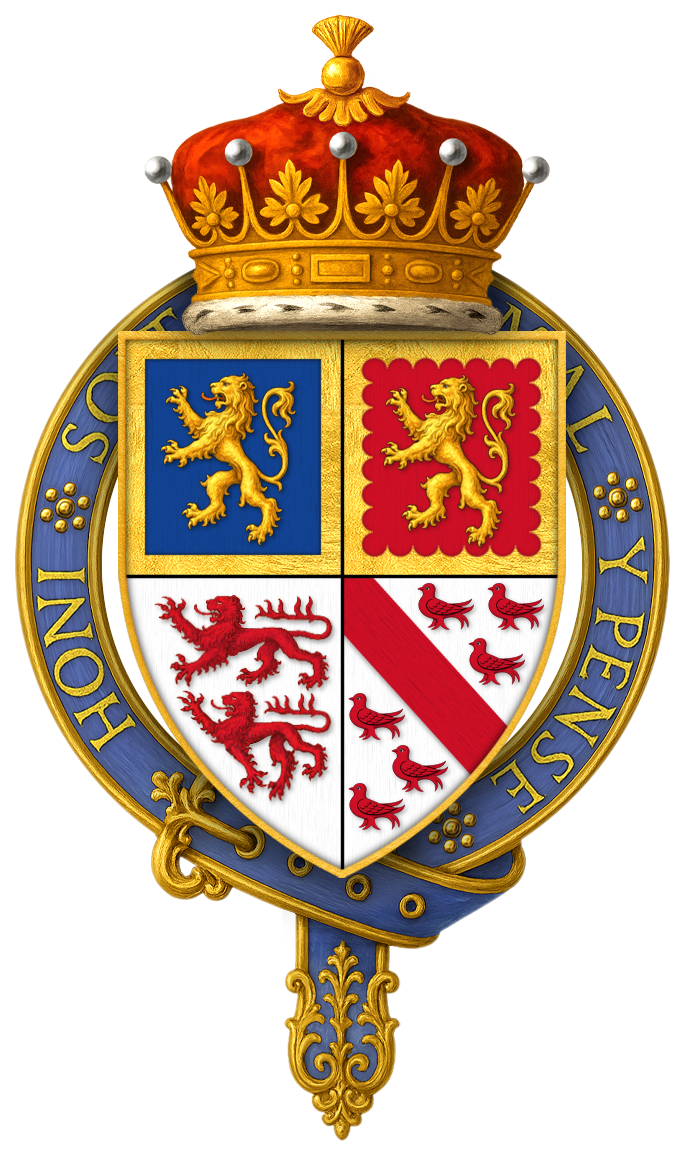
Герб сэра Джона Толбота, 2-го графа Шрусбери, 2-го графа Уотерфорда, 8-го барона Толбота

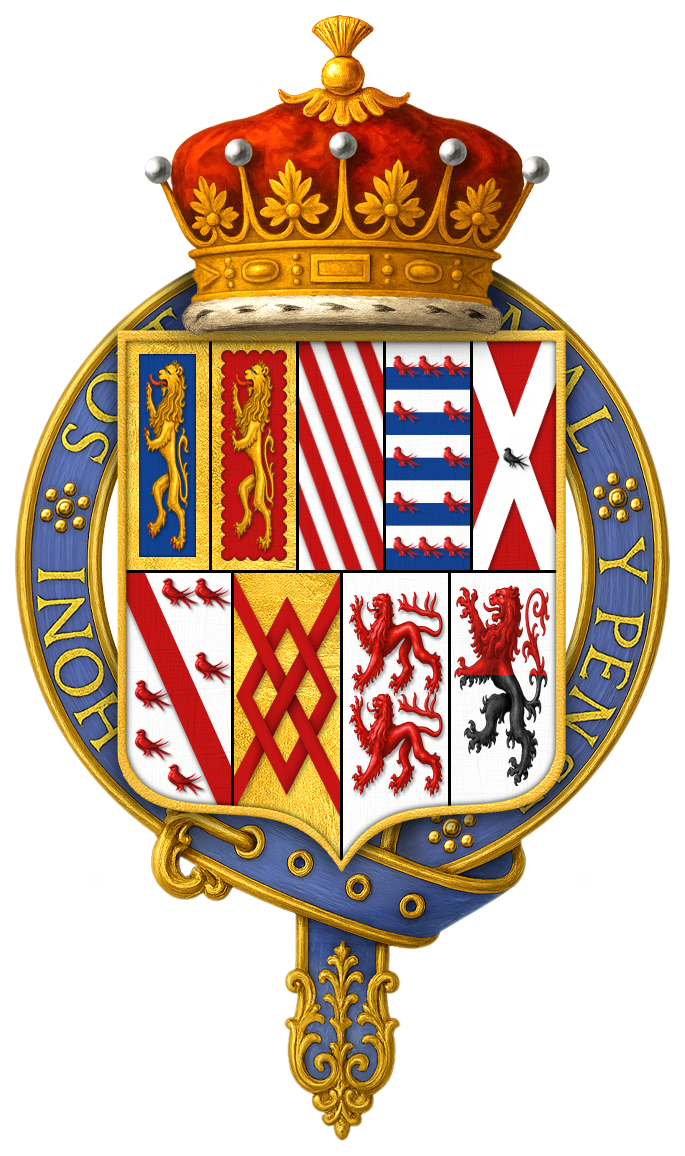
Герб сэра Фрэнсиса Толбота, 5-го графа Шрусбери, 5-го графа Уотерфорда, 11-го барона Толбота

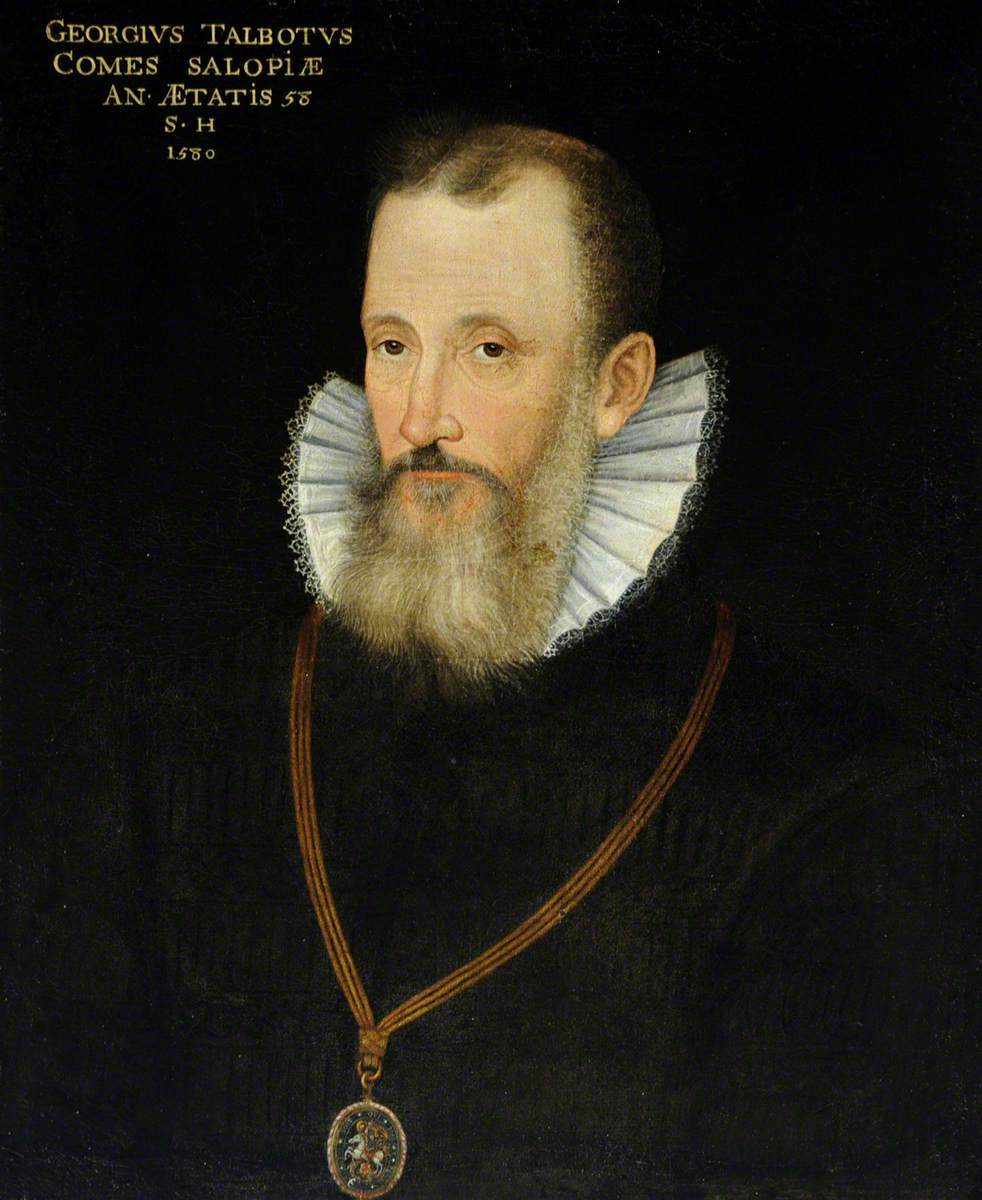
Джордж Толбот, 6-й граф Шрусбери, 6-й граф Уотерфорд, 12-й барон Толбот, 11-й барон Фёрниволл (1528—1590)

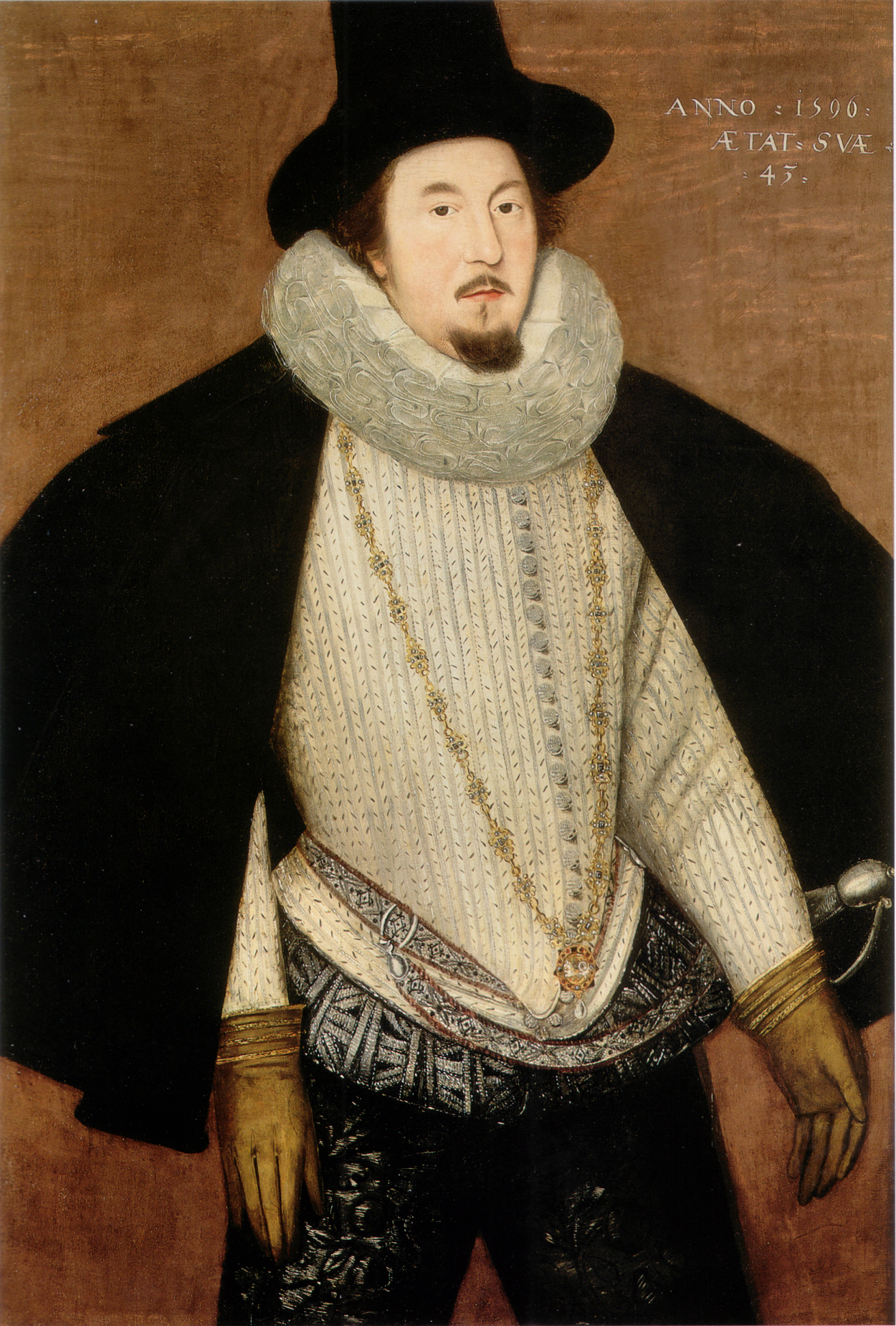
Гилберт Толбот, 7-й граф Шрусбери (1552—1616), 1596 год

В 1616 году после смерти Гилберта Толбота, 7-го графа Шрусбери (1552—1616), титул барона Толбота оказался в состоянии ожидания. На титул претендовали три его дочери: леди Мэри Толбот (1580—1649), жена Уильяма Герберта, 3-го графа Пембрука, леди Элизабет Толбот (1582—1651), жена Генри Грея, 8-го графа Кента, и леди Алетея Толбот (1585—1654), жена Томаса Говарда, 21-го графа Арундела.
В 1651 году младшая дочь Алетея Говарда, графиня Арундел, получила баронства Толбот, Фёрниволл и Стрейндж из Блэкмера. Ей наследовал её внук, Томас Говард, 5-й герцог Норфолк, 15-й барон Толбот (1627—1677), старший сын Генри Фредерика Говарда, 22-го графа Арундела (1608—1652). Ему наследовал его младший брат, Генри Говард, 6-й герцог Норфолк, 16-й барон Толбот (1628—1684), граф-маршал Англии (1672—1684). Его преемником стал его старший сын от первого брака, Генри Говард, 7-й герцог Норфолк и 17-й барон Толбот (1655—1701). Он занимал посты графа-маршала (1684—1701), лорда-лейтенанта Суррея, Беркшира и Норфолка, констебля Виндзорского замка. Ему наследовал его племянник, Томас Говард, 8-й герцог Норфолк и 18-й барон Толбот (1683—1732), сын лорда Томаса Говарда. Он занимал должности графа-маршала Англии (1701—1732) и великого магистра Великой ложи Англии (1730—1731). Его сменил его младший брат, Эдвард Говард, 9-й герцог Норфолк и 19-й барон Толбот (1685—1777), граф-маршал Англии (1732—1777). После смерти последнего титул барона Толбота попал в состояние ожидания.

## Бароны Толбот из Хенсола (1733)
Вторично титул барона Толбота из Хенсола в графстве Гламорганшир (Пэрство Великобритании) был создан 5 декабря 1733 года для Чарльза Толбота (1685—1737), потомка Джона Толбота, 2-го графа Шрусбери и 8-го барона Толбота (1413—1460). Чарльз Толбот был старшим сыном Уильяма Толбота (1658—1730), епископа Оксфорда, Солсбери и Дарема, потомка сэра Гилберта Толбота (ум. 1518), третьего сына Джона Толбота, 2-го графа Шрусбери. Чарльз Толбот, 1-й барон Толбот, ранее заседал в Палате общин от Трегони (1720—1722) и Дарема (1722—1734), занимал должности генерального солиситора Англии и Уэльса (1726—1733) и лорда-канцлера (1733—1737). 1-му лорду Толботу наследовал его второй сын, Уильям Толбот, 2-й барон Толбот (1710—1782). Он заседал в Палате общин от Гламорганшира (1734—1737) и служил лордом-стюардом королевского двора (1761—1782). Для него были созданы титулы графа Толбота (1761) и барона Дайневора (1780). В 1782 году после смерти Уильяма Толбота, 2-го барона Толбота, ему наследовал его племянник, Джон Четвинд-Толбот, 3-й барон Толбот (1749—1793). Он был старшим сыном достопочтенного Джона Толбота (1712—1756), младшего сына Чарльза Толбота, 1-го барона Толбота (1685—1737).

## Бароны Толбот, первая креация (1331)

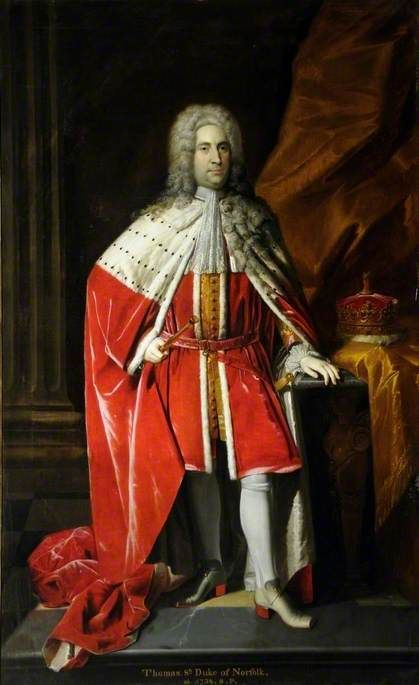
Томас Говард, 8-й герцог Норфолк, 1725 год

- 1331—1346: Гилберт Толбот, 1-й барон Толбот (18 октября 1276 — 13 февраля 1346), сын сэра Ричарда Толбота (умер в 1306)[1];
- 1346—1356: Ричард Толбот, 2-й барон Толбот (около 1305 — 23 октября 1356), сын предыдущего[2];
- 1356—1387: Гилберт Толбот, 3-й барон Толбот (около 1332 — 24 апреля 1387), сын предыдущего[3];
- 1387—1396: Ричард Толбот, 4-й барон Толбот (около 1361 — 7 сентября 1396), сын предыдущего[4];
- 1396—1419: Гилберт Толбот, 5-й барон Толбот, 8-й барон Стрейндж из Блэкмера (около 1383 — 19 октября 1419), старший сын предыдущего[5];
- 1419—1421: Анкарет Толбот, 6-я баронесса Толбот, 9-я баронесса Стрейндж из Блэкмера (умерла 13 декабря 1421), единственная дочь предыдущего[6];
- 1421—1453: Джон Толбот, 7-й барон Толбот, 10-й барон Стрейндж из Блэкмера (1390—1453), второй сын Ричарда Толбота, 4-го барона Толбота, граф Шрусбери с 1442 года[7];
- 1453—1460: Джон Толбот, 2-й граф Шрусбери, 8-й барон Толбот (около 1413 — 10 июля 1460), второй сын предыдущего от первого брака[8];
- 1460—1473: Джон Толбот, 3-й граф Шрусбери, 9-й барон Толбот (12 декабря 1448 — 28 июня 1473), старший сын предыдущего[9];
- 1473—1538: Джордж Толбот, 4-й граф Шрусбери, 10-й барон Tолбот (1468 — 26 июля 1538), старший сын предыдущего[10];
- 1538—1560: Фрэнсис Толбот, 5-й граф Шрусбери, 11-й барон Tолбот (1500 — 25 сентября 1560), единственный сын предыдущего[11];
- 1560—1590: Джордж Толбот, 6-й граф Шрусбери, 12-й барон Tолбот (1528 — 18 ноября 1590), единственный сын предыдущего[12];
- 1590—1616: Гилберт Толбот, 7-й граф Шрусбери, 13-й барон Tолбот (20 ноября 1552 — 8 мая 1616), второй сын предыдущего[13];

С 1616 по 1651 год титул в состоянии ожидания
- 1651—1651: Алетия Говард, графиня Арундел, 13-я баронесса Фёрниволл и 14-я баронесса Толбот (1585 — 3 июня 1654), младшая (третья) дочь Гилберта Толбота, 7-го графа Шрусбери и 13-го барона Толбота. Жена Томаса Говарда, 21-го графа Арундела[14];
- 1654—1677: Томас Говард, 5-й герцог Норфолк, 15-й барон Tолбот (9 марта 1627 — 13 декабря 1677), старший сын Генри Фредерика Говарда, 22-го графа Арундела (1608—1652), внук предыдущей[15];
- 1677—1684: Генри Говард, 6-й герцог Норфолк, 16-й барон Tолбот (12 июля 1628 — 13 января 1684), второй сын Генри Фредерика Говарда, 22-го графа Арундела (1608—1652), младший брат предыдущего[16];
- 1684—1701: Генри Говард, 7-й герцог Норфолк, 17-й барон Tолбот (11 января 1655 — 2 апреля 1701), второй сын предыдущего от первого брака[17];
- 1701—1732: Томас Говард, 8-й герцог Норфолк, 18-й барон Tолбот (11 декабря 1683 — 23 декабря 1732), третий сын лорда Томаса Говарда (ум. 1689), внук 6-го герцога Норфолка[18];
- 1732—1777: Эдуард Говард, 9-й герцог Норфолк, 19-й барон Tолбот (5 июня 1685 — 20 сентября 1777), сын лорда Томаса Говарда (ум. 1689), младший брат предыдущего[19].

С 1777 года титул в состоянии ожидания.

## Список вероятных наследников
- Чарльз Филип Стоуртон, 17-й барон Стоуртон (1752—1816), сын Уильяма Стоуртона, 16-го барона Стоуртона, и Уинифред Говард (1726—1753), старшей дочери Филипа Говарда;
- Энн Ховард, баронесса Петре (1742—1787), внучка Генри Говарда, 6-го герцога Норфолка, жена Роберта Петре, 9-го барона Петре (1742—1801);
- Роберт Петре, 10-й барон Петре (1763—1809), старший сын Энн Говард и Роберта Петре, 9-го барона Петре;
- Уильям Петре, 11-й барон Петре (1793—1850), старший сын предыдущего;
- Уильям Стоуртон, 18-й барон Стоуртон (1776—1846), старший сын и наследник 17-го барона Стоуртона;
- Чарльз Стоуртон, 19-й барон Стоуртон (1802—1872), старший сын предыдущего;
- Уильям Петре, 12-й барон Петре (1817—1884), старший сын 11-го барона Петре;
- Альфред Стоуртон, 23-й барон Моубрей, 20-й барон Стоуртон (1829—1893), второй сын 19-го барона Стоуртона;
- Уильям Петре, 13-й барон Петре (1847—1893), старший сын 12-го барона Петре;
- Чарльз Стоуртон. 24-й барон Моубрей, 21-й барон Стоуртон (1867—1936), старший сын 20-го барона Стоуртона;
- Бернард Петре, 14-й барон Петре (1858—1908), второй сын 12-го барона Петре;
- Мэри Дент (урожденная Петре), 19-я баронесса Фёрниволл (1900—1968), единственная дочь предыдущего;
- Уильям Стоуртон, 25-й барон Моубрей. 22-й барон Стоуртон (1895—1965), старший сын 21-го барона Стоуртона;
- Чарльз Стоуртон, 26-й барон Моубрей, 23-й барон Стоуртон (1923—2006), единственный сын предыдущего;
- Розамунд Мэри Дент (в монашестве — Анцилла) Дент (род. 1933), старшая дочь Мэри Дент, 19-й баронессы Фёрниволл, и Уильяма Дента;
- Патрисия Мэри Дент (в замужестве — Бенс) (род. 1935), младшая сестра предыдущей;
- Эдвард Стоуртон, 27-й барон Моубрей, 24-й барон Стоуртон (род. 1953), старший сын 23-го барона Стоуртона.

## Бароны Толбот, вторая креация (1733)

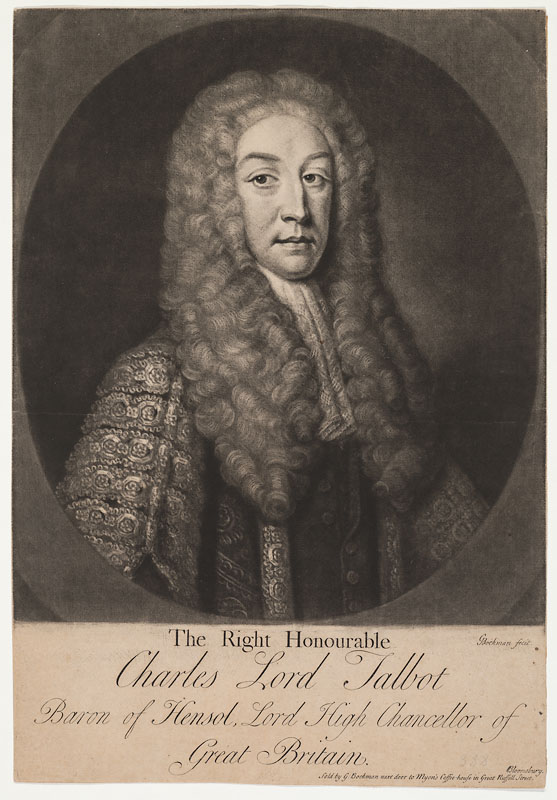
Чарльз Толбот, 1-й барон Толбот (1685—1737)

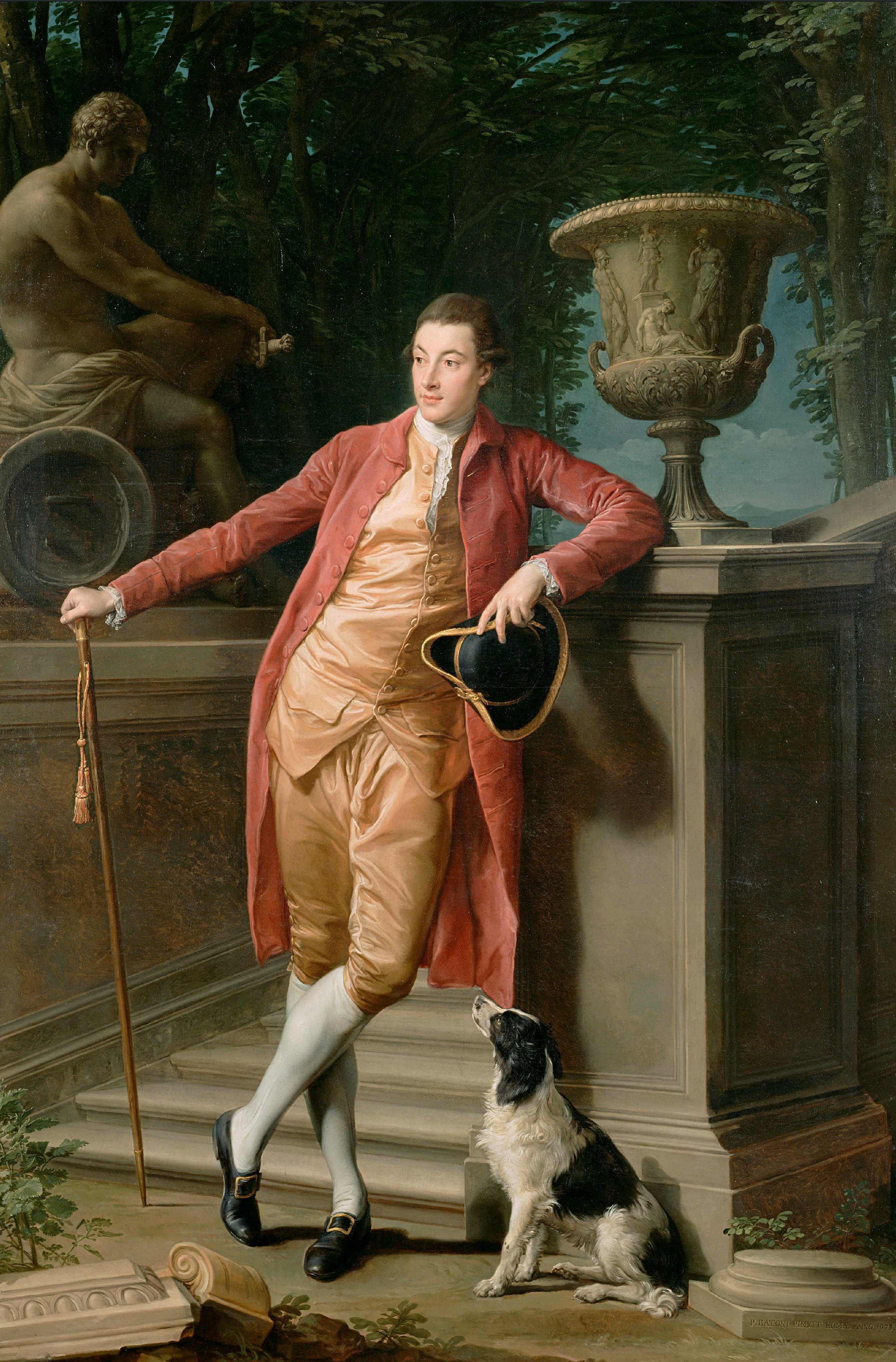
Портрет Джона Толбота, 1-го графа Толбота (1749—1793), художник Батони Помпео, 1773 год

- 1733—1737: Чарльз Толбот, 1-й барон Толбот (1685 — 14 февраля 1737), старший сын Уильяма Толбота (1658—1730), епископа Дарема[20];
- 1737—1782: Уильям Толбот, 2-й барон Толбот (16 мая 1710 — 27 апреля 1782), второй сын предыдущего, граф Толбот с 1761 года[21];
- 1782—1793: Джон Четвинд-Толбот, 3-й барон Толбот (25 февраля 1749 — 19 мая 1793), старший сын достопочтенного Джона Толбота (1712—1756), третьего сына Чарльза Толбота, 1-го барона Толбота, граф Толбот с 1784 года[22].

Последующие носители баронского титула являлись графами Толбот.